# Puente Storebaelt
En la península de Jutlandia, a la mitad de camino entre Suecia y Dinamarca, se alza el puente suspendido más largo del mundo. Sus casi 7 kilómetros de largo sostienen una autopista de cuatro manos que une a la isla de Sprogo a la de Zealand, donde se encuentra la ciudad capital, Copenhague.
El puente Storebaelt es la parte fundamental de una de las obras de ingeniería más importante de las últimas décadas. Esta construcción colosal está asentada sobre dos pilares centrales de 254 metros de altura que, a su vez, sostienen dos enormes cables que pesan 19.000 toneladas cada uno.
Para esta obra se usó una técnica nueva llamada spinning que permitió fabricar cables de 82 centímetros de diámetro cada uno, compuestos por 18.648 alambres de acero de 5 milímetros de diámetro. El armado de estos tensores se hace gracias a unos coches tipo cablecarril que van y vienen entre los dos pilares, retorciendo los alambres.